# Pontania reticulatae
Pontania reticulatae är en stekelart som beskrevs av René Malaise 1920. Pontania reticulatae ingår i släktet Pontania, och familjen bladsteklar. Arten är reproducerande i Sverige.